# Manihiki Island Airport
Manihiki Island Airport (IATA: MHX, ICAO: NCMH) är en flygplats på ön Manihiki i Cooköarna. Flygningar går hit någon gång i veckan.

## Flygbolag och destinationer
| Flygbolag     | Destinationer |
| ------------- | ------------- |
| Air Rarotonga | Rarotonga     |